# Alfredo Di Stéfano stadion
Az Alfredo di Stéfano stadion a Real Madrid tartalékcsapatának, a Castillának a stadionja. Nevét a klub korábbi legendás játékosa, Alfredo Di Stéfano után kapta.
Az épület a Ciudad Real Madrid, a klub edzőkomplexumának része. Az avatás utáni első meccset a Real Madrid az első BEK-döntőbeli ellenfelével, a Stade de Reimsszel játszotta. A mérkőzés 6–1-es Real-győzelemmel végződött, a gólokat Antonio Cassano (2), Roberto Soldado (2), Sergio Ramos és José Manuel Hurado szerezték.